# مادلن بولوین
مادلن بولوین (فرانسوی: Madeleine Boullogne‎; ۲۴ ژوئیهٔ ۱۶۴۶ – ۳۰ ژانویهٔ ۱۷۱۰) نقاش زن سبک باروک اهل فرانسه بود.
وی دختر لوئی بولوین نقاش و یکی از بنیانگذاران آکادمی سلطنتی نقاشی و مجسمه‌سازی و خواهر لوئی دو بولوین، بون بولوین و ژنویو بولوین نقاشان فرانسوی بوده‌است. در ۷ نوامبر ۱۶۶۹ به عضویت آکادمی سلطنتی نقاشی و مجسمه‌سازی درآمد.